# Airbus Helicopters AS365 Dauphin
Eurocopter AS365 «Дофин» (Airbus Helicopters AS365 Dauphin), ранее Aérospatiale SA 365 Dauphin 2 — средний многоцелевой двухдвигательный вертолёт производства Airbus Helicopters. Первоначально он был разработан и изготовлен французской фирмой Aérospatiale, которая в 1990-х годах была объединена с многонациональной компанией Eurocopter, а с 2014 года Eurocopter была переименована в Airbus Helicopters. С момента запуска в производство в 1975 году этот вертолёт находился в непрерывном производстве более 40 лет, последняя поставка состоялась в 2021 году. Предполагаемым преемником Dauphin является Airbus Helicopters H160, который начал эксплуатироваться в 2021 году.
Dauphin 2 имеет много общего с Aérospatiale SA 360 Dauphin, коммерчески неудачным одномоторным вертолётом, однако двухмоторный Dauphin 2 действительно удовлетворил спрос клиентов и эксплуатировался широким кругом гражданских и военных эксплуатантов. С момента появления этого вертолёта в 1970-х годах было разработано и запущено в производство несколько основных вариаций и специализированных версий Dauphin 2, в том числе военный Eurocopter Panther, морской и поисково-спасательный HH/MH-65 Dolphin, Harbin Z-9 китайского производства, и модернизированный Eurocopter EC155 (ранее известный как EC155 B1). Airbus Helicopters H160 заменил AS365 в линейке продуктов.

## Разработка
SA 365/AS365 Dauphin 2 представляет собой двухмоторную версию коммерчески неудачного одномоторного вертолёта Aérospatiale SA 360 Dauphin. Всего через год после ввода SA 360 в эксплуатацию компания Aerospatiale осознала, что вертолёт с двумя двигателями, а не с одним, лучше подходит как для гражданских, так и для военных целей, поэтому была начата программа модернизации. 24 января 1975 года первый двухмоторный прототип Dauphin совершил свой первый полёт. Вскоре прототип продемонстрировал скорость полёта 170 узлов в горизонтальном полёте и установил несколько рекордов скорости, в том числе перелёт Париж-Лондон со средней скоростью 322 км/ч.
Первоначальный серийный вариант был выпущен под первоначальным обозначением SA 365 C. Сертификат типа для этой модели во Франции был получен в июле 1978 года, а позже в том же году последовали сертификаты Федерального управления гражданской авиации США и Управления гражданской авиации Великобритании. Поставки заказчикам начались в декабре 1978 года. В 1982 году на смену SA 356C Dauphin пришёл более мощный SA 365 N. Помимо нескольких серьёзных конструктивных изменений и улучшений, SA 365 N отличался более мощными двигателями, более широким использованием композитных материалов, улучшенной компоновкой кабины и убирающимся шасси.
Следующий вариант вертолёта имел индекс SA 365 N1. Он получил закрытый рулевой винт, устанавливаемый в специальный профилированный канал, встроенный в киль вертолёта — фенестрон. После него произошла модернизация до варианта SA 365 N2, который был оснащён более мощными турбовальными двигателями Turbomeca Arriel 1C2. В январе 1990 года общий тип вертолёта был официально переименован в AS365. AS365 Dauphin — один из наиболее успешных проектов вертолётов Eurocopter. Он широко использовался в качестве корпоративного транспорта, вертолёта правоохранительных органов, скорой медицинской помощи и поисково-спасательных работ. Благодаря использованию двухдвигательной силовой установки надёжность Dauphin 2 была высокой, и его охотно использовали для обслуживания морских нефтедобывающих платформ.
Базовый Dauphin получил дальнейшее развитие в несколько специально созданных модификаций. В 1980-х годах SA 365 N использовался в качестве основы для военного варианта Dauphin, первоначально разработанного под названием AS 365 K, который использовался для выполнения служебных, военно-транспортных и военно-морских операций. В дальнейшем этот вариант вертолёта стал известен как Eurocopter Panther. Вариант Dauphin, который был специально разработан и эксплуатировался в основном Береговой охраной США получил наименование HH/MH-65 Dolphin. Модель SA 365 M Dauphin также производилась по лицензии в Китае под названием Z-9 Харбинской авиастроительной корпорацией. Впоследствии Z-9 был модернизирован в боевой вертолёт версий Z-9W и Z-19.

## Конструкция

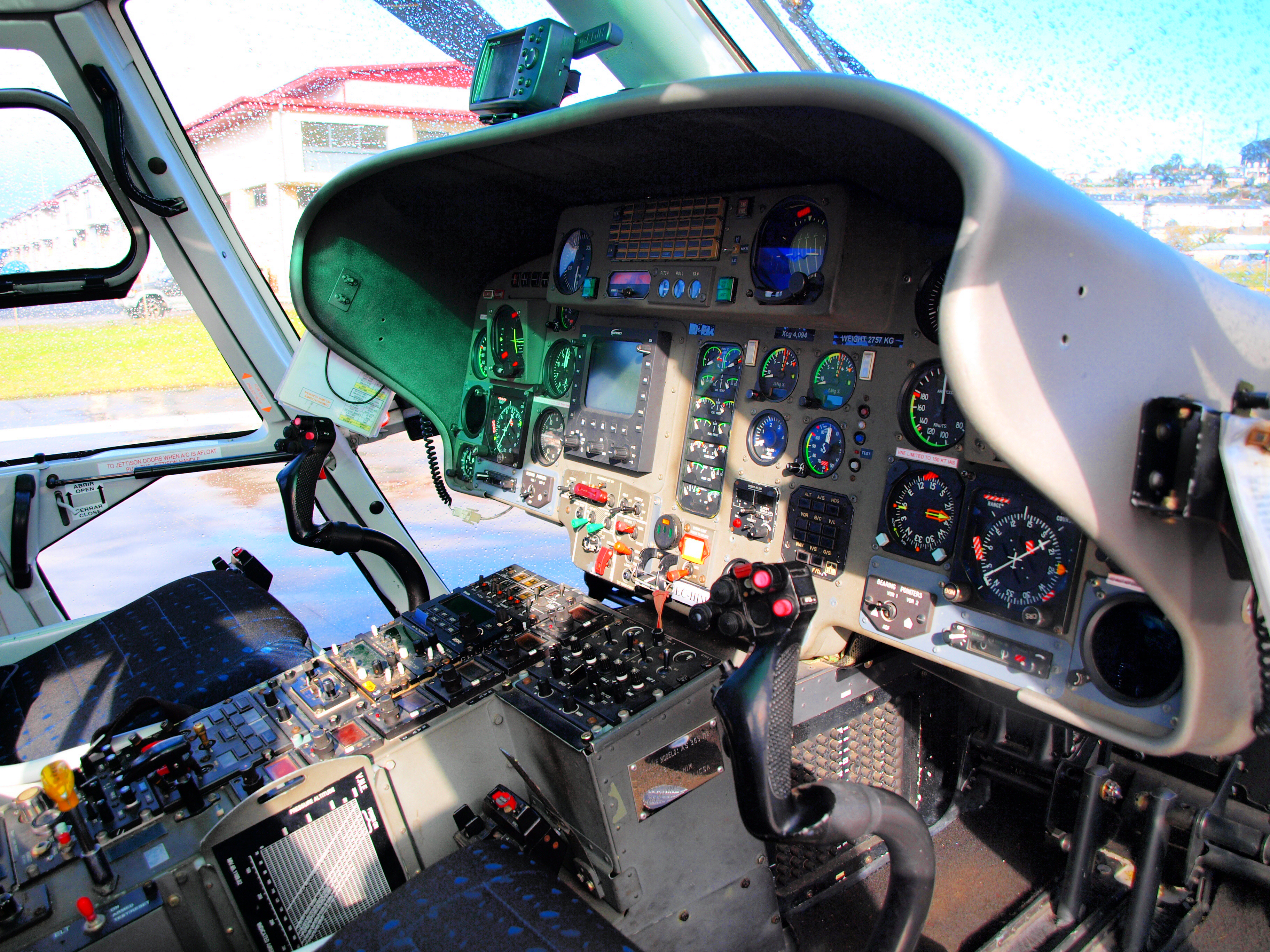
Приборная панель в кабине Eurocopter AS365 Dauphin

Вертолёт одновинтовой схемы с рулевым винтом типа фенестрон, двумя газотурбинными двигателями и трёхопорным шасси. Dauphin оснащается парой турбовальных двигателей Turbomeca Arriel мощностью на валу 485 кВт. В более поздних вариантах они оснащены блоками электронно-цифровой системы управления двигателем, которые обеспечивают управления параметрами впрыска топлива, воздуха и зажигания в работе авиадвигателя для поддержания оптимальных характеристик работы ГТД с минимальным расходом топлива. Двигатели приводят в движение несущий винт с втулкой типа Starflex с шарнирным креплением лопастей и рулевой винт выполненный по схеме фенестрон через две отдельные трансмиссии. Трансмиссии подключены к двум отдельным гидравлическим системам, а также к резервной гидросистеме для аварийного использования, например, для выпуска шасси. Электросистема вертолёта обеспечивается парой стартер-генераторов мощностью по 4,5 кВт и основным никель-кадмиевым аккумулятором (24 вольт, 17 или 24 Ампер-час) и двух преобразователей (115В, 400 Гц). Также на борту имеется аварийный аккумулятор. Комбинация несущего винта с втулкой Starflex и хвостового оперения по схеме винт в кольце обеспечивает низкий уровень шума и вибрации для находящихся на борту вертолёта. В Airbus Helicopters заявили, что уровень шума AS365 N3 на 3,1 децибела ниже стандартов Международной организации гражданской авиации (ИКАО), что делает его самым тихим вертолётом в своём классе.
Фюзеляж цельнометаллический, типа полумонокок, отличается хорошими аэродинамическими формами. Силовой набор нижней и носовой частей фюзеляжа, основные шпангоуты в зоне установки главного редуктора и в задней части центральной секции фюзеляжа, панели пола в зоне установки главного редуктора и двигателей, а также двери выполнены из алюминиевого сплава. Носовой обтекатель, обтекатели двигателей и киля слоистой конструкции, выполнены из стеклопластика и сотового заполнителя номекс. Фюзеляж имеет антикоррозионную защиту и конструктивно усилен для установки дополнительного подъемника или грузового стропа для перевозки грузов на внешней подвеске. В носовой части «Дофина» могут быть установлены РЛС различных типов и моделей. Хвостовая балка конусообразной формы, с обшивкой из панелей слоистой конструкции и сотовым заполнителем.

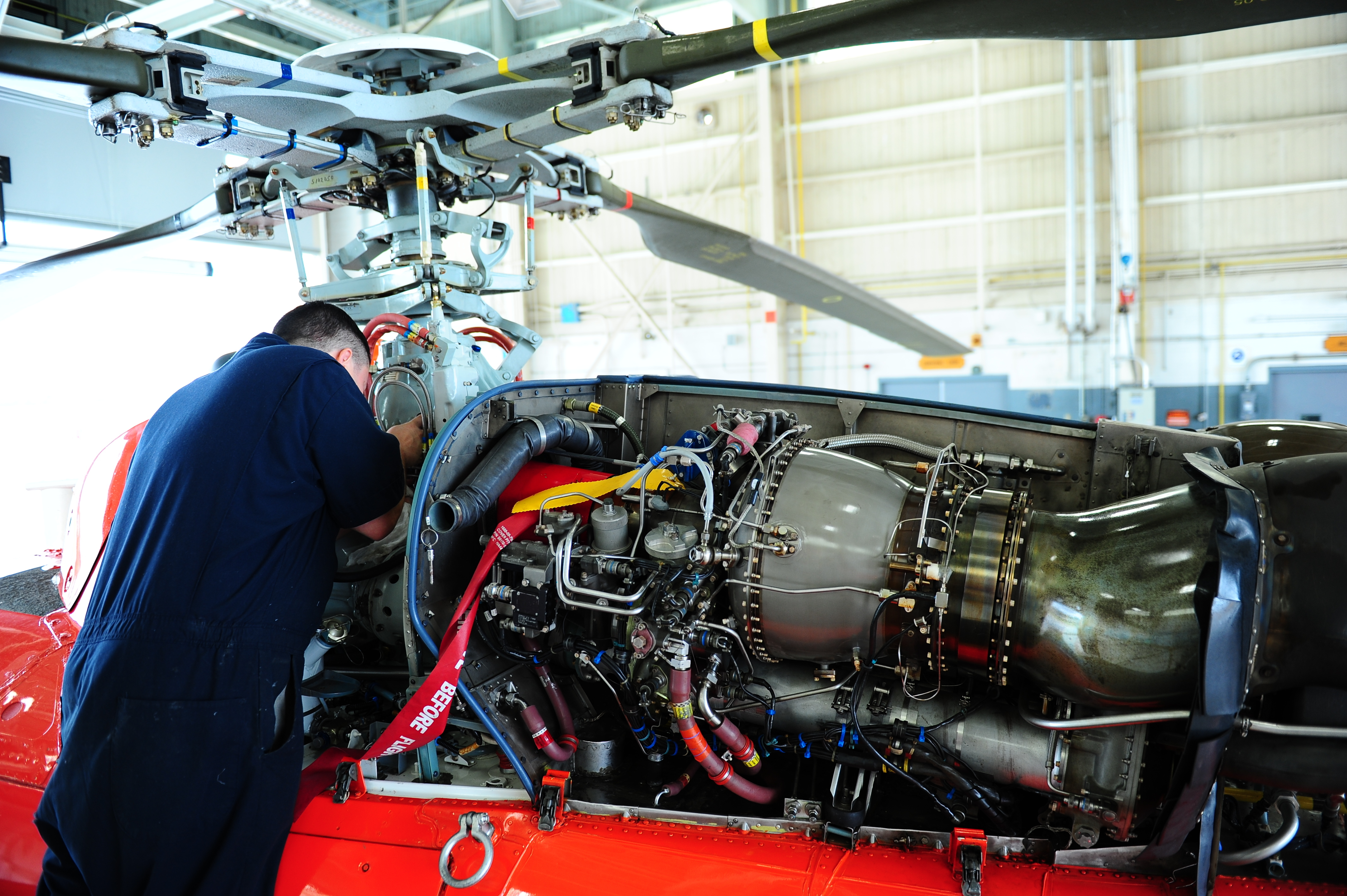
Обслуживание двигателей MH-65 Dolphin Береговой охраны США

Грузовая кабина спроектирована с возможностью реконфигурации салона. Эта возможность необходима для вертолётов служб неотложной медицинской помощи и поисково-спасательных работ. В обычной пассажирской компоновке в салоне до 12 пассажиров. В VIP-планировке могут разместиться до семи пассажиров. Доступ в кабину осуществляется через большие раздвижные двери по обеим сторонам вертолёта. Для облегчения посадки пассажиров обычно устанавливаются встроенные посадочные ступеньки.
Хотя кабина обычно оборудована дублирующимися органами управления полётом для работы двух человек, Dauphin может легко управляться одним пилотом, с учётом действий по правилам полёта по приборам. Частично это было достигнуто за счёт использования современной авионики, такой как 4-осевая дублированная цифровая автоматическая система управления полётом (вместо этого более старые серийные самолёты используют 3-осевую систему управления полётом со встроенным автопилотом). Основная система управления полётом вертолёта соединена в общей сложности с тремя основными сервоприводами для регулируемого управления шагом несущего винта, а также с одним сервоприводом для управления шагом хвостового винта. Электронное оборудование включает усовершенствованные системы связи, навигационное и поисковое оборудование фирмы Rockwell Collins, в том числе сдвоенные связные УКВ-приёмопередатчики диапазонов коротких волн и ультракоротких волн. В поисково-спасательном варианте «Дофина» установлена система автоматической передачи на корабль или береговую базу данных о положении вертолёта, траектории полёта, запасе топлива и метеорологических данных. Также установлена инфракрасная система обнаружения целей в передней полусфере для обеспечения спасательных операций в сложных метеорологических условиях, в тёмное время суток или при большом волнении на море.

## История службы
В феврале 1980 года первый серийный «Дофин» установил три отдельных мировых рекорда скорости в полётах между Лондоном и Парижем. В 1985 году появился новый вариант «Дофина», AS365 F, который стал первым вертолётом в мире, летавшим с пилотными приборами, отображаемыми на электронных дисплеях, которые заменили традиционные приборы в кабине пилотов. Этот вариант был впервые закуплен Воздушным корпусом Ирландии для проведения поисково-спасательных операций.
Французский военно-морской флот эксплуатировал «Дофины», в дополнение к военному варианту Panther, для выполнения различных задач, таких как миссии по поиску и спасению на море, мониторингу окружающей обстановки и реагированию на сигналы бедствия. «Дофины» французского флота обычно размещаются на борту авианосца «Шарль де Голль», а также на борту других кораблей ВМС Франции и союзников, способных их принимать. Они оснащены системой RAST (Recovery Assist, Secure and Traverse) со спускаемым тросом с креплением, для облегчения посадки на корабль в сложных метеорологических условиях.
В ноябре 2011 года ВМС Франции начали оперативное развёртывание более новой модели «Дофина», Dauphin N3+, в качестве замены устаревшего Eurocopter AS332 Super Puma, для использования в спасательно-поисковых и медицинских миссиях во Французской Полинезии.

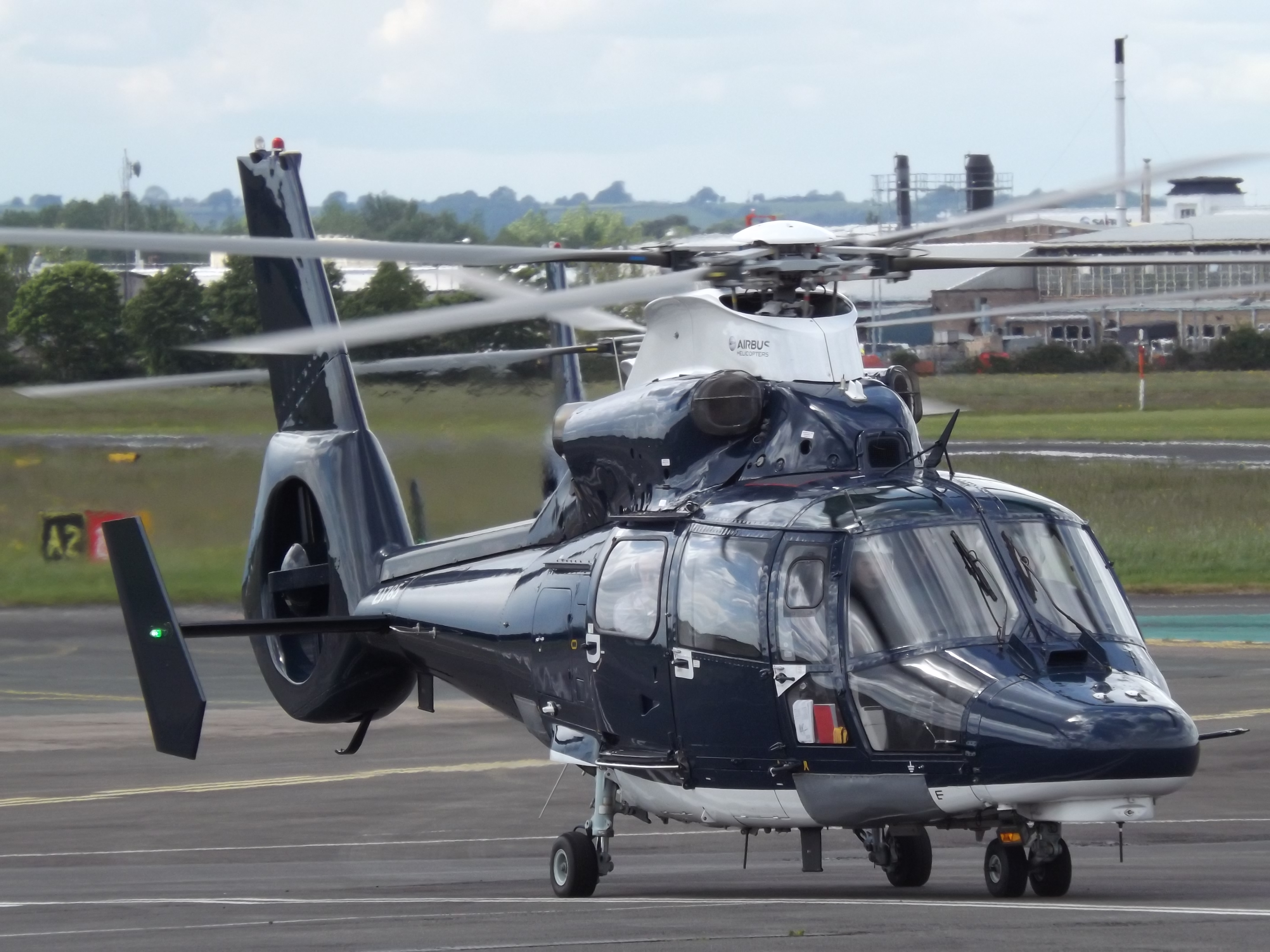
Eurocopter AS365 Dauphin Корпуса армейской авиации Великобритании на лётном поле аэропорта Глостершир в 2017 году

К 1980 году было поставлено заказчикам в общей сложности 265 моделей вертолёта в версиях AS360/361/365. 88 % этих поставок приходилось на иностранных покупателей в 23 различных странах. Среди крупнейших первых заказчиков этого вертолёта были Саудовская Аравия, заказавшая 24 единицы, и Ангола, заказавшая 17 вертолётов этого типа. Крупнейшим гражданским заказчиком этого типа была индийская компания Pawan Hans, которая к 2003 году имела парк из 19 вертолётов «Дофина» (почти две трети их общего парка вертолётов) и находилась в процессе закупки ещё 12 машин этого типа, чтобы позволить эксплуатировать вертолёты этой версии, которые в основном использовались для поддержки деятельности по добыче нефти на море.
В феврале 1991 года было объявлено, что 500-й «Дофин» был доставлен компании Offshore Helicopter Services (в то время известную как Bond Helicopters), которая на тот момент эксплуатировала в общей сложности 15 вертолётов этого типа. К 1991 году вертолёты «Дофин» в общей сложности эксплуатировали 138 клиентов в 44 странах. В декабре 2006 года президент Eurocopter Фабрис Брежье заявил, что ежегодно клиентам поставляется от 30 до 40 вертолётов Dauphin. К 2011 году было выпущено более 1000 вертолётов вариантов AS365/366/565. Компания Pawan Hans получила тысячный «Дофин», выпущенный в апреле 2011 года, после чего, как сообщается, этот тип находился в эксплуатации у более чем 300 операторов по всему миру.
Перед летними Олимпийскими играми 2004 года пять вертолётов AS 356N3 Dauphin были закуплены для береговой охраны Греции в целях наблюдения за портами. В период с 2009 по 2012 год Корпус армейской авиации Великобритании получил пять вертолётов Dauphin, они были переданы в состав 658-й эскадрильи армейской авиации для замены четырёх вертолётов AgustaWestland A109, для поддержки операций Специальной воздушной службы (SAS).
По состоянию на 2014 год вариант Dauphin AS365 N является обладателем мирового рекорда скорости среди вертолётов на расстоянии 3 км (1,9 мили), установленным в 1991 году на скорости 372 км/ч (231 миль в час).

## Варианты

### Гражданские варианты
SA 365 C
Двухдвигательная версия Dauphin, получившая обозначение Dauphin 2, была анонсирована в начале 1973 года. Первый полёт прототипа состоялся 24 января 1975 года. Поставки серийной модели начались в декабре 1978 года. По сравнению с более ранней моделью, SA 365 C отличался двумя турбовальными двигателями Arriel 1 мощностью 470 кВт (630 л. с.) в новом обтекателе двигателя, новой втулкой несущего винта Starflex и более высокой максимальной взлётной массой (3400 кг). Закрытый хвостовой винт типа фенестрон имел 13 металлических лопастей. Производство SA 360 и SA 365 C прекратилось в 1981 году, к этому времени было построено около 40 SA 360 и 50 SA 365 C/C1. Оба были заменены на SA 365 N.
SA 365 C1
Вариант с двигателями Arriel 1A1, сертифицированный в марте 1979 года.
SA 365 C2
Вариант с двигателями Arriel 1A2, сертифицированный в феврале 1980 года.
SA 365 C3
Вариант с двигателями Arriel 1С, сертифицированный в январе 1982 года.
SA 365 N
Значительно улучшенная версия SA 365 C Dauphin 2. Первый прототип поднялся в воздух 31 марта 1979 года. В этой версии были установлены модернизированные турбовальные двигатели Arriel 1C мощностью 492 кВт (660 л. с.), убирающееся трёхопорное шасси, увеличенное хвостовое оперение и переработанная трансмиссия. Также были модернизированы несущий винт и капоты двигателей. Первоначальная максимальная взлётная масса в 3850 кг позже была увеличена до 4000 кг. Поставки серийной модели начались в 1982 году.
SA 365 N1
В этой версии, включающей в себя многие улучшения, разработанные для варианта SA 366 G1 (HH-65 Dolphin), были установлены модернизированные турбовальные двигатели Arriel 1C1 мощностью 526 кВт (705 л. с.), улучшенный 11-лопастной фенестрон с лопастями с более широкой хордой (что снизило шум AS365 N1) и увеличена полная масса до 4100 кг.
AS 365 N2
В этой версии, с самого начала получившей обозначение AS365 N2, были установлены модернизированные турбовальные двигатели Arriel 1C2 мощностью 549 кВт (736 л. с.), модернизированная коробка передач, увеличенная максимальная взлётная масса до 4250 кг, изменённый дизайн дверей кабины и обновлённый интерьер, увеличенное хвостовое оперение с фенестроном из композитных материалов. Поставки этой версии начались в 1990 году. Лицензионные версии собирались в Китае как Z-9, Z-19 и AVIC AC312.
AS365 N3
Высоко технологичный AS365 N3 был разработан для эксплуатации в жарком и высокогорном климате. Он оснащён турбовальными двигателями Arriel 2C мощностью 635 кВт (852 л. с.), каждый из которых управляется одноканальной электронно-цифровой системой управления двигателем (ЭСУД) с полной ответственностью с ручным реверсом. AS365 N3 также оснащён модернизированным десяти лопастным композитным хвостовым винтом, выполненным по схеме Fenestron с асимметричным распределением лопастей, обеспечивающим значительное снижение шума. Полная масса AS365 N3 составляет 4300 кг. Поставки заказчикам начались в декабре 1998 года. Последняя машина поставлена 21 января 2022 года.
AS365 N3+
Впервые представленный на Парижском авиасалоне 2009 года, N3+ оснащен новыми системами авионики, включая новый 4-осевой автопилот и оснащен двумя газотурбинными двигателями Turbomeca Arriel 2C с электронно-цифровой системой управления двигателем (ЭСУД) с полной ответственностью.
AS365 N4

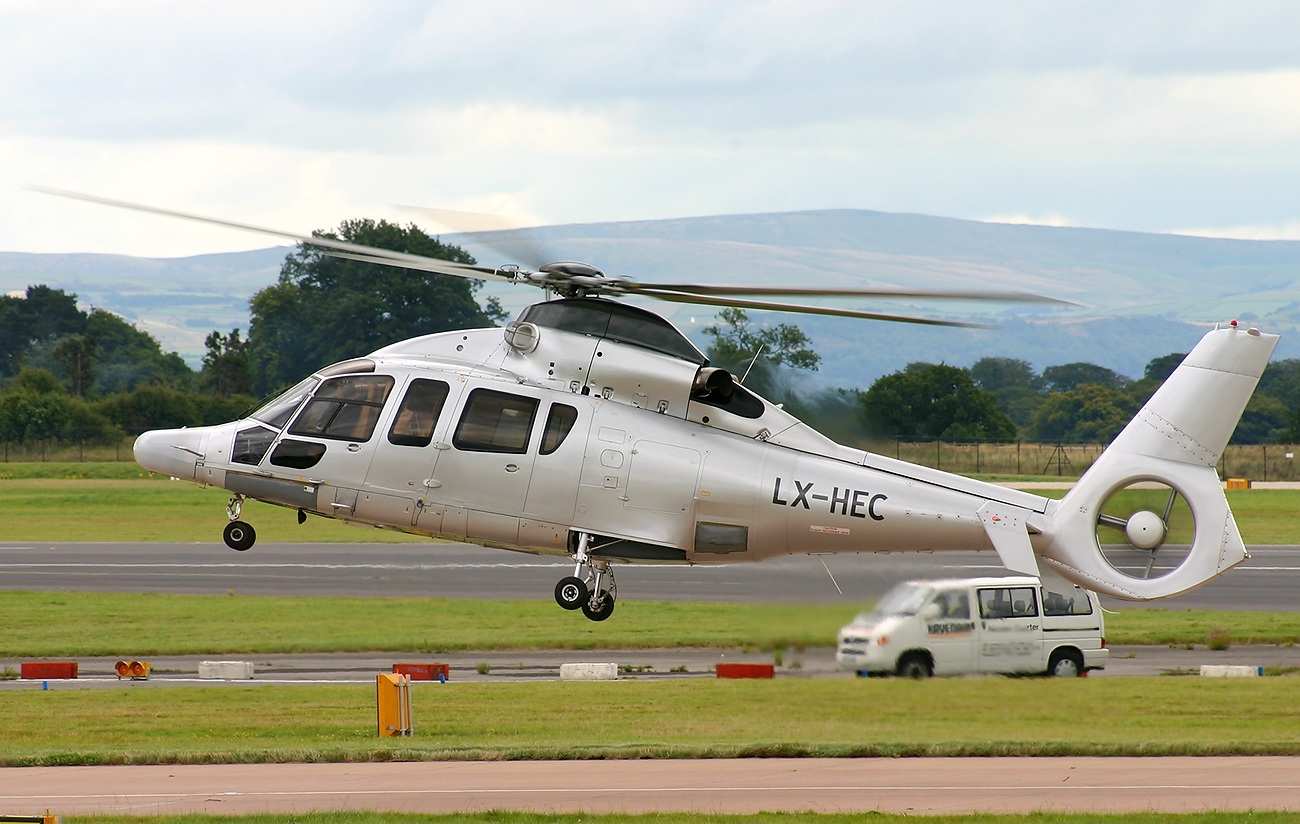
Частный Eurocopter EC 155B Dauphin, являющийся дальнейшей модернизацией AS365 с увеличенным салоном и улучшенными характеристиками

Производится под наименованием Eurocopter EC155. Первоначально обозначенный AS365 N4, EC155 был разработан на базе Eurocopter AS365 N3 Dauphin 2 с целью значительного увеличения пространства в салоне Dauphin. Разработка началась в сентябре 1996 года. Компания Eurocopter официально анонсировала вертолёт на Парижском авиасалоне в июне 1997 года. Первый вертолёт EC155 с модернизированным планёром совершил свой первый полёт в Мариньяне 17 июня 1997 года, а первый предсерийный EC155 B поднялся в воздух 11 марта 1998 года. Самолёт получил сертификат типа от властей гражданской авиации Франции и Германии 11 декабря 1998 года и вскоре после этого был запущен в производство. Его цена составила 7-8 миллионов долларов США в зависимости от установленного оборудования.
EC155 B/B1
Является дальнейшей модернизацией Eurocopter EC155, с увеличенной за счёт более выпуклых дверей кабиной и двумя турбовальными двигателями Arriel 2C/2C2.
AS365 X
Более известный как DGV 200 или Dauphin Grand Vitesse (Высокоскоростной «Дофин»), AS365 X был разработан и испытан в Aérospatiale на испытательном стенде X-380 DTP (Developpement Technique Probatoire — Испытания перспективной техники). Его первый полёт которого состоялся 20 марта 1989 года. Вертолёт впервые поднялся в воздух в конфигурации AS365 X два года спустя, в марте 1991 года, и имел меньший по размеру хвостовой винт в фенестроне, новый несущий винт с пятью высоко инерционными лопастями со стреловидными законцовками, композитную втулку несущего винта и турбовальные двигатели Turbomeca Arriel IX мощностью 624 кВт (837 л. с.). 19 ноября 1991 года этот вертолёт установил рекорд скорости (в классе от 3000 до 4500 кг) в 372 км/ч на трассе треугольной конфигурации длиной 3 км (1,9 мили).

### Военные варианты
AS565 Panther
Основная статья — Eurocopter AS565 Panther
SA 366 G1 Dauphin
Вариант SA 366 G1 Dauphin был выбран Береговой охраной США в 1979 году в качестве нового спасательного вертолёта класса «воздух-море» и получил обозначение HH-65A Dolphin. В общей сложности первоначально было приобретено 99 вертолётов, оптимизированных для поисково-спасательных операций Береговой охраны США малого радиуса действия, а позже были закуплены дополнительные вертолёты.
SA 365 F Dauphin
SA 365 F — вариант SA 365 N для ВМС Франции. Он использовался с 1991 года в качестве многоцелевого и поисково-спасательного на борту авианосца. Вертолёт с водолазами-спасателями во время выполнения плановых полётов авиагруппы авианосца всегда находится в воздухе, чтобы иметь возможность оказать помощь пилоту в случае аварии. Первые операции были успешно проведены в 1990 году на борту французского авианосца «Клемансо». Вариант 365F используется с 1999 года в составе 35-й флотилии ВМС Франции под названием AS365F Dauphin Pedro.

## Операторы

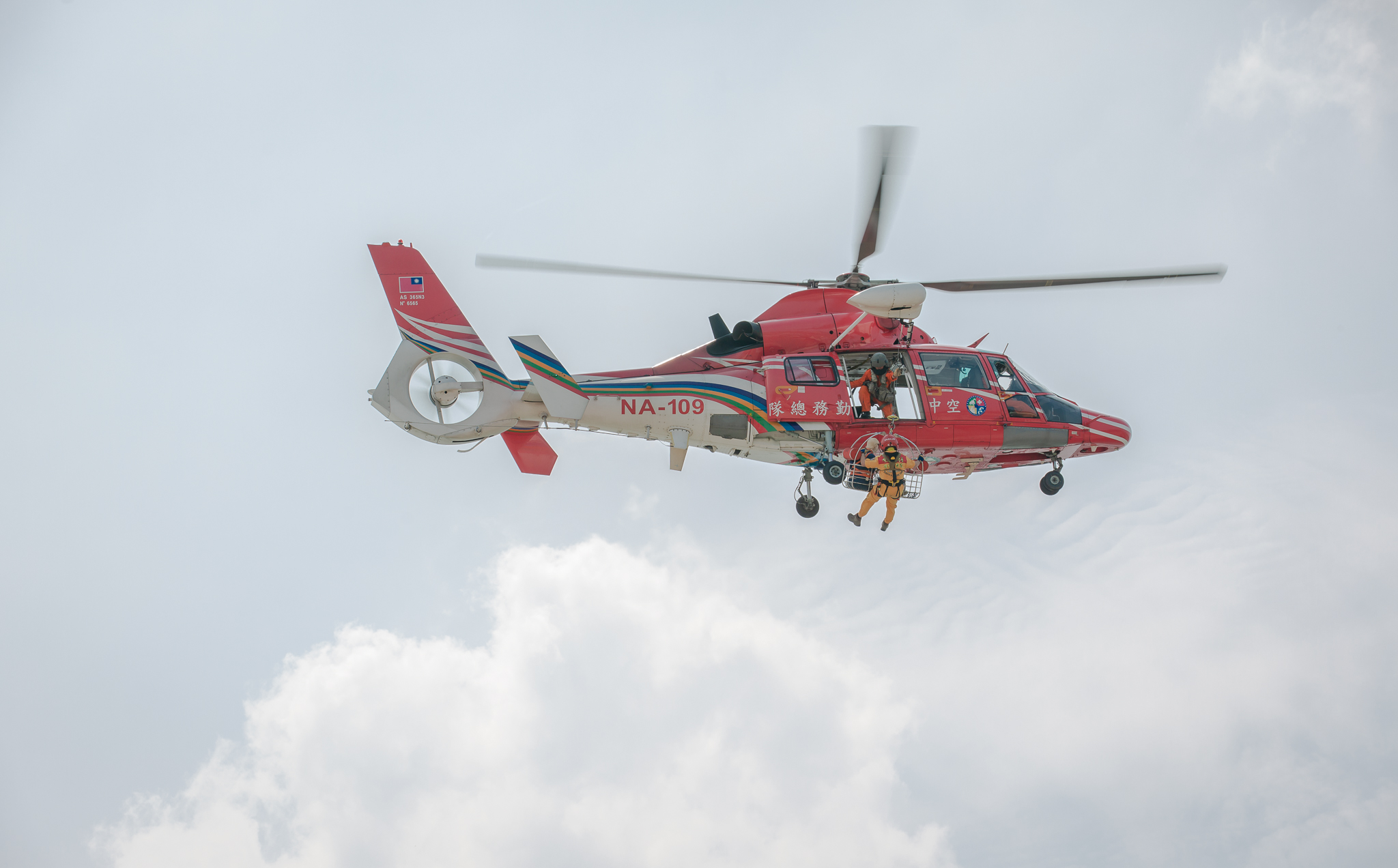
AS365 Dauphin Национального корпуса воздушно-десантной службы Тайваня во время учений по спасению и эвакуации в 2021 году

На «Дофинах» летают ряд частных операторов, компаний, служб экстренной помощи, государственных учреждений и чартерных авиакомпаний.

### Правительственные операторы
Австралия
- Полиция штата Виктория
- Полиция штата Западная Австралия[29]

 Аргентина
- Береговая охрана Аргентины[30]

 Германия
- Федеральная полиция Германии

 Греция
- Береговая охрана Греции[31]

 Индонезия
- Национальное поисково-спасательное агентство[32]
- Национальное агентство по противодействию стихийным бедствиям[33]
- Национальная полиция Индонезии[34]

 Исландия
- Береговая охрана Исландии[35]

 Испания
- Гражданская гвардия Испании[36]
- Служба таможенного надзора Испании[37]

 Кувейт
- Полиция Кувейта[38]

 Малайзия
- Агентство морского правопорядка Малайзии[39]

 Нидерланды
- Береговая охрана Нидерландов[40]

 Румыния
- Служба разведки Румынии

 Тайвань
- Национальный корпус воздушно-десантной службы[41]

 Франция
- Главное управление гражданской обороны и кризисного управления Франции[42]

 Швеция
- Госпиталь Уппсальского университета

 Япония
- Пожарный департамент Токио[43]
- Департамент полиции Токио[43]

### Военные операторы
Военные операторы Eurocopter AS565 Panther указаны в соответствующей статье. Ниже указаны некоторые военные операторы Eurocopter AS365 Dauphin.
 Ангола
- Национальные военно-воздушные силы Анголы[44]

 Бангладеш
- AS 365 Dauphin 35-й военно-морской эскадрильи ВМС Франции садится на палубу десантного корабля-дока USS Pearl Harbor[англ.] ВМС США в ходе совместных учений в Тихом Океане в 2022 годуСухопутные войска Бангладеш[45]

 Болгария
- ВМС Болгарии[46]

 Великобритания

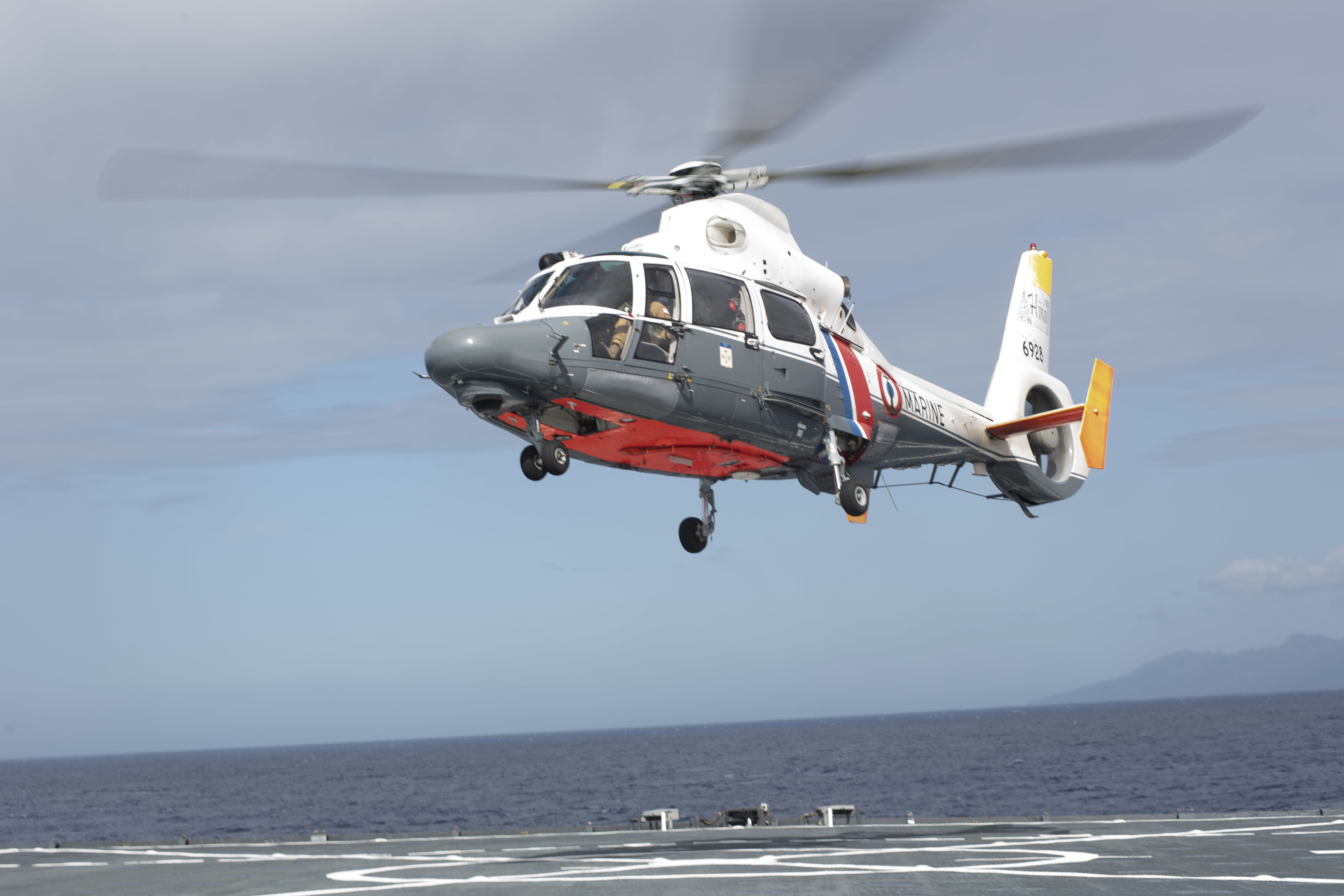
AS 365 Dauphin 35-й военно-морской эскадрильи ВМС Франции садится на палубу десантного корабля-дока USS Pearl Harbor ВМС США в ходе совместных учений в Тихом Океане в 2022 году

- Корпус армейской авиации Великобритании[45]

 Вьетнам
- ВМС Вьетнама

 Джибути
- ВВС Джибути[47]

 Колумбия
- ВВС Колумбии[48]

 Литва
- ВВС Литвы[49]

 Нигерия
- ВВС Нигерии[45]

 Саудовская Аравия
- ВВС Саудовской Аравии[45]

 Соединённые Штаты Америки
- Береговая охрана США

 Уругвай
- ВВС Уругвая[45]

 Франция
- ВМС Франции

## Тактико-технические характеристики

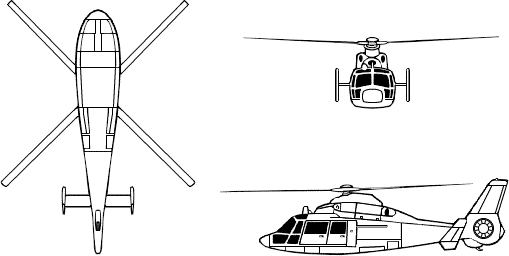
Проекции вертолёта SA 365 Dauphin

Приведённые характеристики соответствуют модификации AS 365 N2.
Источник данных: Jane's 

Технические характеристики
- Экипаж: 1-2 пилота
- Пассажировместимость: до 12 пассажиров
- Длина: 13,73 м
- Длина фюзеляжа: 11,63 м
- Диаметр несущего винта: 11,94 м
- Диаметр фенестрона: 1,1 м
- Высота: 4,06 м
- Площадь, ометаемая несущим винтом: 111,97 м²
- База шасси: 3,64 м
- Колея шасси: 1,9 м
- Масса пустого: 2 281 кг
- Максимальная взлётная масса: 4 250 кг
- Объём топливных баков: 1 135 л (без дополнительных баков)
- Силовая установка: 2 × турбовальных Turbomeca TM 333
- Мощность двигателей: 2 × 511 л. с. (крейсерская), 839 л. с. (взлётная) (2 × 375,5 кВт (крейсерская), 625,5 кВт (взлётная))

Габариты грузовой кабины
- Длина: 2,3 м
- Ширина: 1,92 м
- Высота: 1,16 м
- Площадь пола: 4,2 м²
- Полезный объём: 5,0 м³

Лётные характеристики
- Максимально допустимая скорость: 287 км/ч
- Максимальная скорость: 278 км/ч
- Крейсерская скорость: 254 км/ч
- Практическая дальность: 859 км
- Продолжительность полёта: 4 часа 18 мин.
- Практический потолок: 3 700 м
- с одним работающим двигателем: 1 200 м
- Статический потолок:  
  - с использованием эффекта земли: 2 000 м
  - без использования эффекта земли: 1 200 м
- Скороподъёмность: 6,8 м/с
- Нагрузка на диск: 37,9 кг/м²
- Тяговооружённость: 277 Вт/кг (на трансмиссию при максимальной взлётной массе)